# Ван Вихар (национальный парк)
Ван-Вихар — национальный парк в Бхопале, столице штата Мадхья-Прадеш в центральной Индии. Объявленный национальным парком в 1979 году, он занимает площадь 4,4521 км². Он имеет статус национального парка, но развивается и управляется как современный зоологический парк, следуя рекомендациям Центрального управления зоопарка. Животные находится в непосредственной близости от естественной среды обитания. Большинство из них либо привозятся из разных частей штата, либо их обменивают из других зоопарков. Ни одно животное специально не вылавливается из леса. Ван-Вихар уникален тем, что посетители попадают в него по дороге через парк, а траншеи, стены и ограждения из цепей защищают животных от браконьеров, обеспечивая для них естественную среду обитания.

## История
В середине XX века в этом районе действовало несколько нелегальных каменоломен, и, находясь в спокойном и красивом месте на берегу большого озера, многие коммерческие организации пытались завладеть этим ценным участком земли. Понимая важность сохранения дикой фауны как на месте, так и за его пределами, было принято решение предоставить этому району правовой зонт в соответствии с Законом Об охране дикой природы 1972 года. Был создан комитет экспертов, который должен был решить, как сделать Ван-Вихар охраняемой территорией. В 1983 году по рекомендации Комитета правительство объявило это место национальным парком общей площадью 4,4521 км². Из них 3,8839 км² — государственная земля, а остальная часть принадлежит сельским жителям Премпуры, Дхарампури и Амхеды. Компенсация в виде рупий была выплачена Сельчанам в размере 23,52 лакха за приобретение 0,5692 км² частных владений. После образования Национального парка приобретённая территория была огорожена каменными стенами и заборами из цепных звеньев.
Первый технический документ (известный как План управления) для управления Ван-Вихаром был написан в 2000 году Джагдишем Чандрой, IFS и экс-директором Ван-Вихара. Усилия по неуклонной защите и улучшению среды обитания привели к её обогащению за очень короткий промежуток времени.
Финансирование со стороны Центрального управления зоопарков началось в 1993-94 годах, и в том же году Ван-Вихар был предоставлен в качестве зоопарка среднего размера. Благодаря самоотверженным усилиям руководства парка этот район теперь превратился в оазис зелени и сегодня служит «зелёными лёгкими» для города Бхопал.

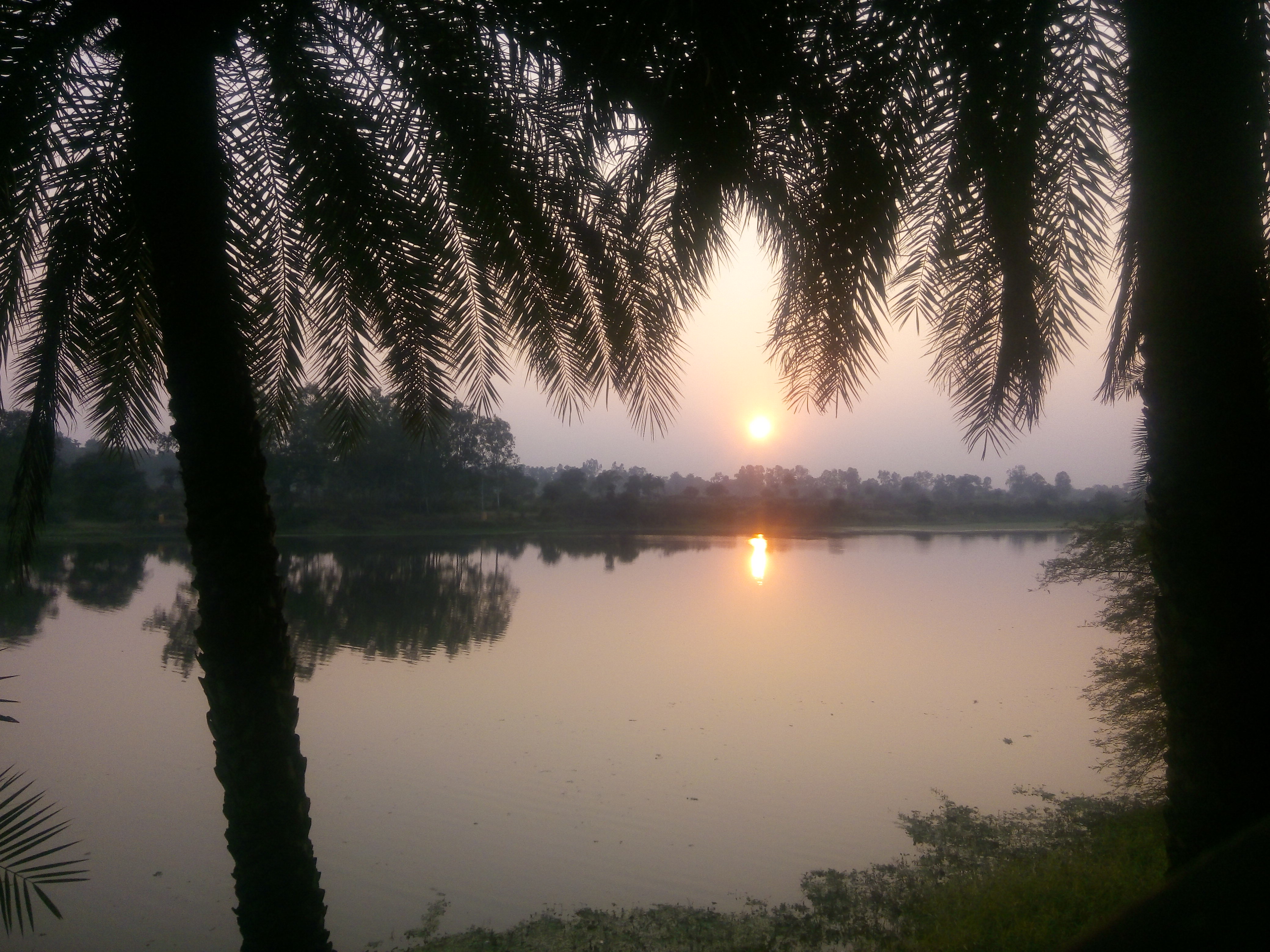
Ван-Вихар во время заката.

## Категории животных
Ван-Вихар делит животных на две категории: пленных и травоядных. Все плотоядные(пленные) животные содержатся в закрытых помещениях, а травоядным разрешено свободно гулять по парку.

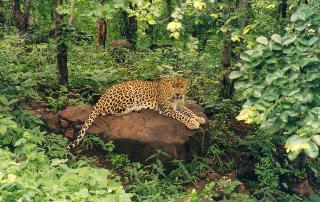
Леопард.

### Пленённая фауна
Такие животные, как бенгальский тигр, азиатский лев, азиатская дикая кошка, индийский волк, медведь-ленивец, рыжая лиса, индийский шакал, дикая собака, мангуст, полосатая гиена, крокодил-грабитель, гавиал и змеи, такие как питон, содержатся в неволе в системе краалей и вольеров в соответствии с современной концепцией управления зоопарком и в соответствии с нормами Центрального управления зоопарком. Всех кошачьих и гиен кормят мясом буйволов, бараниной и птицей. Медведи обеспечены молоком, овощами и фруктами, чтобы составить сбалансированную диету.

### Травоядные животные
Свободно передвигающиеся животные, такие как чит, самбхар, чёрный олень, нильгау, чаусингха, дикий кабан, дикобраз, заяц, макака-резус, красная обезьяна, обыкновенный лангур и т. д. являются уникальными особенностями Ван-Вихара. Для них нет никаких ограждений, кроме внешних границ Ван-Вихара. Обычно для этих травоядных достаточно травы и других видов растений, произрастающих в этом Национальном парке. Однако летом, когда травы мало, зелёный корм, произведённый в кормовой ферме, и пшеничная шелуха, закупленная на рынке, предоставляются в качестве дополнения. В его прудах встречаются индийские звездчатые черепахи, черепахи и разнообразные рыбы. Ван-Вихар также охраняет животных, относящихся к исчезающим видам.

### Птичья фауна
Дикая природа парка предлагает идеальную среду обитания для целого ряда видов птичьей фауны. До сих пор в разных частях Ван-Вихара насчитывалось около двухсот видов птиц. Большое количество птиц часто посещает этот парк, особенно зимой перелётные водоплавающие птицы в большом количестве высаживаются в прилегающих обширных водно-болотных угодьях большого озера. В 2010-х годах в парке был создан Центр разведения стервятников, который первоначально был сосредоточен на восстановлении популяций восточных белокрылых стервятников (Gyps bengalensis) и длинноклювых стервятников (Gyps indicus). Парк также является обителью разнообразных бабочек и насекомых.

## Администрация
Парк находится в ведении лесного департамента штата Мадхья-Прадеш. Администрацию парка возглавляет директор в звании главного консерватора лесов, которому помогают один помощник директора, 3 офицера, 3 заместителя, 4 лесника и 24 лесных охранника.. Вдобавок к этому, люди нанимаются на ежедневной основе для удовлетворения повседневных потребностей в уходе за животными и управлении ими. Администрация Ван-Вихара поощряет велосипедные прогулки в парке; велосипеды можно взять напрокат в воротах парка в любом конце парка. По пятницам Ван-Вихар закрыт.